# ウォシタ川の戦い
ウォシタ川の戦い（ウォシタかわのたたかい、英: Battle of Washita River）、またはウォシタの虐殺（英: Washita Massacre）は、1868年11月27日に、アメリカ軍ジョージ・アームストロング・カスター中佐率いる第7騎兵隊が、ブラック・ケトルを酋長とするシャイアン族インディアンのバンド（一団）の、ウォシタ川沿いのティーピー野営を奇襲したもの。
「戦い（Battle）」と名は付いているが、実情は米軍がインディアンの村を襲い、無抵抗のインディアンを無差別大量虐殺した民族浄化である。

## 背景
植民地政策を進めるアメリカ合衆国は、19世紀初頭にその勢力をミシシッピ川以西に拡げ、大平原地帯に侵略の手を伸ばしていた。この広大な大平原地帯は、略奪騎馬民族である「平原インディアン」の狩猟の場であった。トーマス・ジェファーソンやアンドリュー・ジャクソン、エイブラハム・リンカーンといった合衆国の指導者たちはインディアン民族をフロンティアの障害ととらえ、彼らを条約を基に指定保留地に強制隔離し、その領土を白人のためのプランテーションや入植地として強奪していった。
合衆国は東部や南東部の肥沃な農地を奪うために、多くのインディアン部族を強制的に西部大平原に移住させ、保留地内で合衆国の監督下に置いた。すでに大平原では、押し寄せる白人入植者によってバッファローが虐殺され、インディアンの自由な領土は風前の灯となっていた。カリフォルニアやロッキー山脈では金鉱が見つかり、これに群がる白人たちは幌馬車の列を作って、条約を無視してインディアンの保留地を通り、手当たり次第にバッファローを殺した。
バッファローや野生生物を追って大平原で移動生活を続けてきた、平原部族であるシャイアン族とアラパホー族は、「メディシンロッジ条約」に調印した後、合衆国が指定した保留地があるインディアン準州（今日のオクラホマ州）に強制移住させられた。
この「条約の調印」とは、文字を持たないインディアンの任意の個人に「×印」を書かせたものである。インディアンにとって土地は誰のものでもなく、保留地で定住しろと言われて納得するインディアンはいなかった。
平穏に数か月間が過ぎた後の1868年夏に、カンザス州西部、コロラド州南東部およびテキサス州北西部の白人入植地を、南部シャイアン族、アラパホー族、カイオワ族、コマンチ族、北部シャイアン族、シチャングとオグララのラコタ・スー族、およびポーニー族の戦士団が襲撃した。カンザス州のソロモン川やサリーヌ川沿いの入植地攻撃は1868年8月10日から始まり、少なくとも15人の白人が殺され、負傷者もおり、何人かの女性は強姦されるか捕虜として連れて行かれた。
8月19日、カンザス州ライアン砦でシャイアン族とアラパホーー族のインディアン代理人を務めていたエドワード・W・ワインクープ大佐が、シャイアン族ブラック・ケトル・バンドのリトル・ロック酋長と会談した。リトル・ロック酋長はサリーヌ川とソロモン川沿いの襲撃について説明した。それに拠れば、ウォルナット・クリーク分岐点より上流に野営していたシャイアン族約200人の戦士団が、ポーニー族と戦うために野営地を離れたが、結果としてサリーヌ川とソロモン川沿いの白人入植地を襲撃することで終わったということだった。この襲撃の当事者の何人かが、ブラック・ケトル・バンドに投宿しており、リトル・ロックは彼らからこれを聞いたのだった。リトル・ロックはこの襲撃で最も関わりの深い者の名前を挙げ、罪を負うべき者たちを白人当局に渡すために最善を尽くすことを約束した。
ちなみに、平原インディアンの社会での「酋長」とはあくまで「調停者」であり、他の戦士に対して酋長が、「白人が呼んでいるから行って来い」などと命令するような権利も習慣も彼らには存在しない。戦士たちがリトル・ロックに従わなくともそれは当り前のことである。リトルロックは和平の調停者として努力は約束するだろうが、それ以上の働きを彼らに要求するのは理不尽なことである。

## 酋長たちによる和平協定
11月初旬までに、ブラック・ケトル・バンドはウォシタ川（インディアン達の呼び名はロッジポール川）で、他のインディアンの野営地に合流した。ブラック・ケトル・バンドは、シャイアン族、アラパホー族、カイオワ族およびカイオワ・アパッチ族の一連の野営地がウォシタ川に沿って16 - 24kmにわたって続く先の、西端に野営した。
ブラック・ケトル・バンドの野営は、他の野営地から数マイル西に離れており、そのそばにはおよそ50のシャイアン族のティーピーと、1つか2つのアラパホー族のティーピー、さらに2つのラコタ・スー族のティーピーが張られていて、住人の総数は約250人だった。1864年のサンドクリークの虐殺で白人から和平協定を破られて以来、唯一ブラック・ケトルと共に留まっていた酋長であるリトル・ロックは、家族とともにこの野営に加わっていた。他にはビッグマン、ウルフ・ルッキング・バック、クラウン、クランキーマン、スカビーマン、ハーフレッグ、ベアタング、およびロールダウンの家族もこの中に含まれていた。ブラック・ケトルの野営からウォシタ川を下ると、川は大きなU字形に北に曲がっていた。その北側にはリトル・レイブン、ビッグマウス、イエローベアー、およびスポッティド・ウルフのアラパホー族野営地があり、約180のティーピーがあった。
アラパホー族もシャイアン族も、コロラド州のデンバー周辺の伝統的な領土を合衆国から奪われ、この地にやむなく移動してきていた。デンバーでは金鉱が発見されたので、白人はインディアンを追いだすために、インディアンの頭の皮に25ドルという高額賞金を懸けて、彼らの徹底駆除を図っていたのである。
川の湾曲部頂点では、メディシン・アロウズの下にリトル・ローブ、サンドヒル、ストーンカーフ、オールド・リトル・ウルフ（ビッグジェイク）や、およびブラック・ホワイトマンのバンドも含めた、シャイアン族の一大野営地があった。またその近くにはオールド・ワールウィンド酋長のバンドからなるシャイアン族の小さな野営もあった。この2つのシャイアン族野営には、合わせて129のティーピーがあり、リトル・レイブンのアラパホー族野営地からはU字形の南東にあり、キッキング・バードがいる小さなカイオワ族野営地の西にあった（カイオワ族の酋長であるサタンタ、ローンウルフおよびブラックイーグルたちのバンドはその野営をコブ砦のある地域に移していた）。さらに下流にはコマンチ族とカイオワ・アパッチ族の野営地があった。全体では約6,000人のインディアンがウォシタ川上流の冬季避寒地にいた。

### コブ砦での会合、11月20日
11月半ば、シャイアン族のブラック・ケトル酋長とリトル・ローブ酋長、アラパホー族のビッグマウス酋長と、スポッテッド・ウルフのバンドが、交易業者ウィリアム・"ダッチ・ビル"・グリッフェンスタインのいるコブ砦に到着した。グリッフェンスタインの妻はブラック・ケトル・バンド出身のシャイアン族、シャイアン・ジェニーであり、10月10日頃に死んでいた。グリッフェンスタインは妻の両親に妻の逝去を報せる伝令を走らせており、ブラック・ケトルにはアメリカ軍ウィリアム・B・ヘイズン大佐（名誉少将）と会って休戦について話し合うことを奨めると伝えてもいた。4人の酋長は11月20日にヘイズンと会い、このときには第10騎兵隊のヘンリー・アルボード大尉も同席して会話を記録した。
酋長（調停者）であるブラック・ケトルはヘイズンに「我々シャイアン族はアーカンザス川の南に住んでいるが、白人たちから年金（食糧）を補給するから北へ来てくれとずっと言われている。我々は諍いがあるだろうから北には行きたくないのに」と切り出した。「メディシン・ロッジ条約」の取り決めによって、シャイアン族とアラパホー族の保留地はアーカンザス川を北の境界にしていたが、1868年4月にシャイアン族とアラパホー族への年金（食料）供給はアーカンザス川の北にあるラーニド砦とドッジ砦で配られた。8月9日には武器と弾薬が年金としてラーニド砦で配られた。
ブラック・ケトルは南のコブ砦にバンドを移動させた方が良いか尋ねて、次の様に続けた。
インディアンの酋長は、「部族民を従属させる」というような「指導者」でも「司令官」でもない。酋長（ピースメイカー）であるブラックケトルは部族民に自重するよう呼びかけは出来るが、強制はできない。それは当然他の部族に対しても同様である。
アラパホー族のビッグマウスが次に発言した。以下はその一部である。
合議制のなかの「世話役」である酋長として、ビッグマウスは白人に調停を呼び掛けているのである。
ミズーリ軍事地区軍指揮官のウィリアム・シャーマン将軍からヘイズンが10月13日に受け取った命令は、戦争しないで保留地に留まることを望むインディアンにはヘイズンが対処するようにとあり、もしフィリップ・シェリダン将軍が敵対的なインディアンを追って保留地に侵入しなければならなくなれば、彼は「白人に好意的なインディアンを救え」と言うシャーマンの命令に従うことになるが、戦士ではない部族員を最も安全な状態に置くには、コブ砦近くに野営させることだとも述べていた。シェリダンが「シャイアン族とアラパホー族を敵とみなす」と宣言したことをヘイズンは知っていた。
その結果、ヘイズンは4人の酋長に対して休戦協定を結ぶことができないことと、彼等がコブ砦に来るべきではないことを伝えた。彼等が来ると既にそこに野営しているカイオワ族やコマンチ族と揉め事になるからというのである。ヘイズンは「私は平和の酋長としてここに派遣された。ここでは全てが平和にすることを望んでいる」と彼は告げ、「しかしアーカンザス川より北には偉大な戦争酋長のシェリダン将軍が居て、私は彼を制御できない。シェリダンはアラパホー族やシャイアン族と戦っている兵士全てを統率している。それ故に貴方達は自分達の国に帰らなければならない。もし兵士達が戦闘のために来れば、私の指示で来たのではなく、あの偉大な戦争酋長シェリダンの命令で来ていることを思い出す必要がある。貴方達は彼と休戦協定を結ぶ必要がある。」と伝えた。
ヘイズンは彼らにシェリダンのことを「戦争酋長」と説明しているが、インディアンにはこれがどういう意味かわからなかった。そんな酋長は彼らの社会に存在しないからである。ヘイズンは11月22日にシャーマン将軍に報告した中で、「彼等と休戦したことは、現在アーカンザス川より南で戦争状態にあるインディアンの大半を私の野営地に連れてくることになる。しかしシェリダン将軍は彼の意向に逆らうインディアンたちを殺し続けており、以後も彼等を殺すだろうから、「第2のチビントン事件（サンドクリークの虐殺）」が起こるようなことがあっても、私にはそれを防げない」と告げた。
ヘイズンは、酋長達から誠実な印象を受けた一方で、コブ砦にいるカイオワ族やコマンチ族が、「酋長達に付いてきた若い戦士達は休戦が成立しなかったことを喜び、スー族や他の北の部族が来春には“国中をなぎ払う”ために南下してくるだろうと豪語したと言った」と報告した。ヘイズンは若いインディアン戦士達に油断できないものを感じ、アーバックル砦から第10騎兵隊の2個中隊と2門の榴弾砲を要請し、コブ砦に1，2週間留まってくれるよう頼んだ。

### ブラック・ケトル・バンドのウォシタ河畔への帰還
ブラック・ケトルと他の酋長達は、グリッフェンスタインから支給された食料を持って、11月21日頃にコブ砦を出発し、嵐の中を旅して11月26日の夜にウォシタ川沿いの彼等の野営に到着した。
一方、その前夜にあたる11月25日、ブラック・ケトル、メディシン・アローズ、リトルローブおよびオールドワールウィンドの野営地を出た150名程のインディアン戦士団が、スモーキーヒル・リバー・カントリーで「ドッグ・ソルジャー」（シャイアン族の命知らずの防衛戦士団）と共に、白人入植地攻撃を終えてこの野営地に戻ってきた。第7騎兵隊のジョエル・エリオット少佐は11月26日に野営に続く彼らの足跡を見つけ、この報告がカスター隊をウォシタ川へと向かわせることになった。
11月26日、ブラック・ケトルがウォシタ川の野営に到着したその日、ユテ族との交戦から戻ってきたカイオワ族の一隊が彼らの野営に帰る途中で、ブラック・ケトル・バンドの野営地そばを通り過ぎた。彼等はシャイアン族に、カナディアン川沿いアンテロープヒル近くを通った時に、南のウォシタ川野営地に向かう白人の大部隊（カスター隊）の跡を見たと告げた。シャイアン族はすでに白人とは和平協定を結んでいるのだから、白人兵がこの冬の嵐の中を、遙かこの南の地までやってくるとは信じなかった。カイオワ族は自分達の野営に帰ったが、1人の部族員トレイル・ザ・エネミーはブラック・ケトルの野営地で友達と一晩過ごすことにした。
11月26日、エリオット少佐の一隊が見付けた道を戻ってきたシャイアン族戦士の1人クロウネックが、バッドマン（クランキーマンとも呼ばれた）に、来る途中で疲れ切っていた馬を残してきたと告げた。クロウネックが馬を取りに戻ると、北の方に動く人影が見えた。これを白人の兵士と見た彼は怖くなって馬を取り戻さずに戻った。バッドマンはクロウネックが白人兵士を見たというのを疑い、彼が酋長の意に反して戦士隊に加わったために、臆病風に吹かれたんだろうと言った。クロウネックはまた笑われることを恐れ、見てきたことを他の誰にも告げなかった。
11月26日夜、帰還したブラック・ケトルはバンドの酋長を自分のティーピーに集めて会議を開き、コブ砦で知ったシェリダンの戦闘作戦を伝えた。議論は11月27日の早朝まで続いた。この会議で、「脚が埋まるような雪が消えれば、米軍兵士達に伝令を走らせて、誤解を解き、ブラック・ケトル・バンドの部族民は平和を望んでいると明確にするように努める」ということが決められた。また、彼等は翌日（11月27日）その野営地をさらに下流の、他のインディアン野営地に近い場所に移すことも決めた。
「ウォシタ川の虐殺」の時に当時14歳だったムービング・ビハインド・ウーマンに拠れば、ブラック・ケトルの妻、メディシン・ウーマン・レイターはティーピーの外で暫く佇み、野営地をその夜に移動できなかったことを怒って、「私はこの遅れが気に入らない、私たちはもっと早くに動くことができたはずだ。インディアン代理人は直ぐにでも立ち去れと伝言してきた。私たちはまるで気違いかつんぼになったように聞く耳を持てなかった。」と言った。メディシン・ウーマン・レイターは、白旗を掲げたブラック･ケトル・バンドを米軍が無差別虐殺した「サンドクリークの虐殺」の際に、身体に9発銃弾を受けて負傷していた。彼女は白人の和平の約束が信用できないものであることを身を以て痛感していた。
ブラック・ホークの兄弟であるホワイト・シールド（ジェントル・ホースとも呼ばれた）は、「狼たちが強力な敵のためにちりぢりになり、頭の右側を怪我した狼が、殺された子供達のことを悲しんでいる」という幻視を見た。この幻視を元にして彼はブラック・ケトルが即座に野営地を移動させるよう説得しようとしたが、叶わなかった。しかし、ブラック・ケトルの5人の子供達（娘4人と息子1人）は、ブラック・ケトルの甥であるワールウィンドの野営地に移動した。そこはブラック・ケトルの野営地から下流に16km、直線では8kmの距離にあった。

## カスター中佐による虐殺
一方、アメリカ軍ミズーリ方面軍指揮官のフィリップ・シェリダン将軍は、もはやインディアン相手の和平交渉は不可能であるとして、交戦派のインディアンの集落そのものに対して焦土作戦を行うと決めた。冬季作戦は深刻な兵站問題に直面するが、また決定打となる可能性もあった。もしインディアンの住居、食料および家畜を破壊するか捕獲してしまえば、インディアンたちは白人の配給に縋るしかなく、降伏以外の何者も残されなくなると算段したのである。シェリダンは、テキサス州の回廊地帯の真東にあるインディアンの冬季野営地に3つの部隊を合流させる作戦を立てた。1隊はコロラドのライアン砦から、1隊はニューメキシコ準州のバスコム砦から、もう1隊はインディアン準州内に造られた保留地のインディアンの年金支給所である「支給基地」から出撃させることとした。その頃、カスター中佐が指揮する第7騎兵隊がウォシタ川沿いでインディアン達を見付けた。

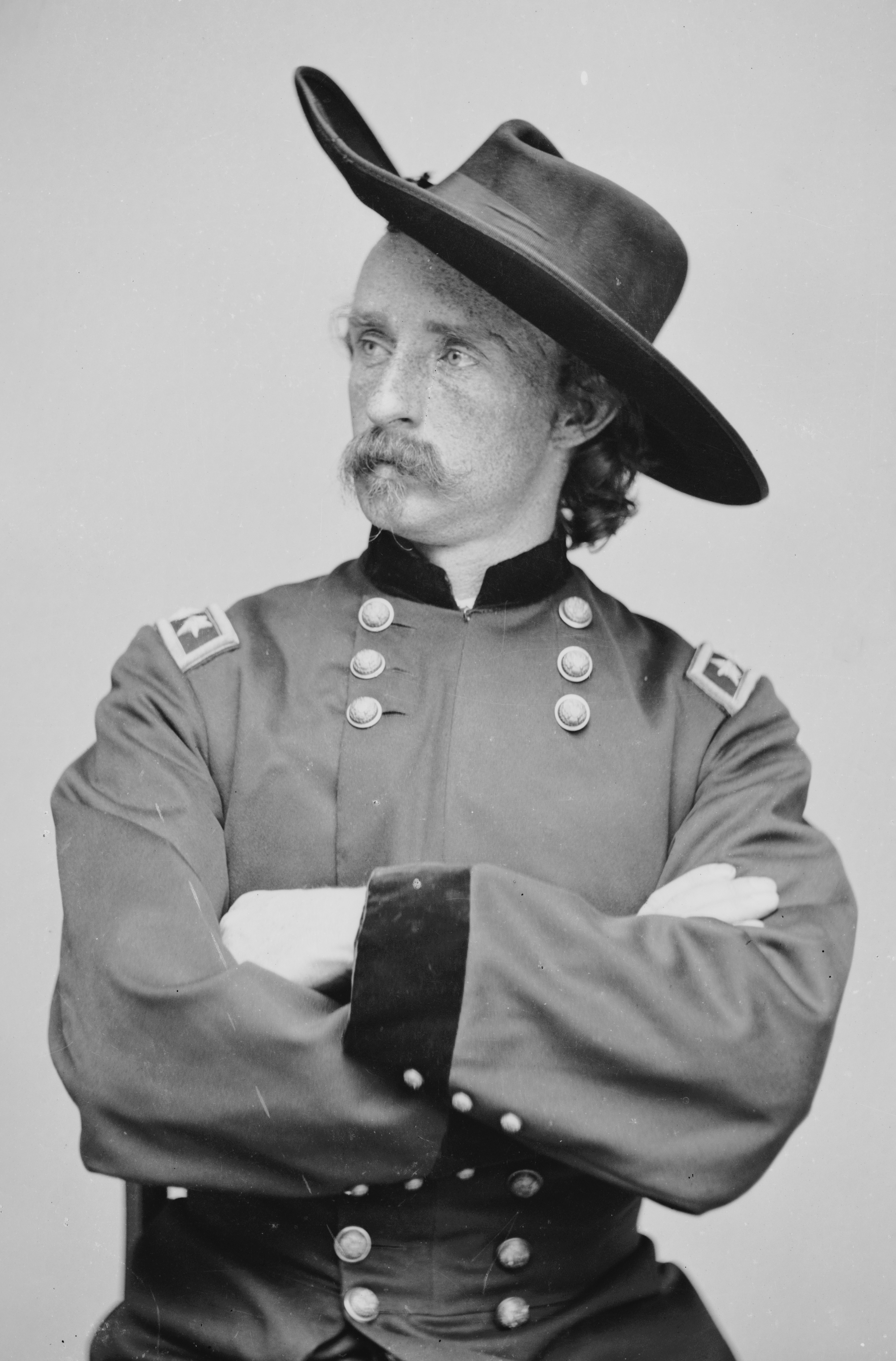
シャイアン族の虐殺を指揮したジョージ・アームストロング・カスター 中佐

1868年11月27日、カスター配下のオーセージ族斥候が、インディアン戦士隊の通った跡を見つけた。カスター隊は夜になるまで終日休みなくこの跡を辿った。夜になったときに小休止を取っただけで、月明かりを頼りに追跡を続けた。最終的にカスター隊はブラック・ケトル・バンドの野営に到着した。カスターはその部隊を4つに分け、それぞれの隊が夜明けとともに同時に野営を襲撃できるよう手配した。夜明けに各部隊が襲撃を始めた。米兵の進軍ラッパに目覚めたダブルウルフが銃を発砲したため、インディアンたちは米軍の襲撃を知った。ダブルウルフはこの米軍の襲撃で、最初の犠牲者となった。インディアン達は慌ててティーピーを離れて樹木や深い谷の陰に身を隠した。カスターは直ぐに野営を制圧したが、生き残った戦士たちを皆殺しにするにはてこずった。
突然の白人の襲撃に、ブラック・ケトルはもはや逃げようとはしなかった。「サンドクリークの虐殺」を経て、白人はここに再び和平協定を破った。その妻メディシン・ウーマン・レイターとともに、自分のティーピーのそばで射殺された。ブラックケトルの頭の皮を、オーセージ族の斥候が剥いだ。カスターはブラック・ケトルたちの虐殺を終えた後で、間もなく自分が危険な立場におかれていることを知った。襲撃が下火になり始めたときに、カスターは大集団の騎馬インディアンが近くの丘の上に集まっていることに気付いた。カイオワ族やアラパホー族、シャイアン族がブラック・ケトル・バンドの危機を察して救援に駆け付けたのである。ここで初めてカスターは、ブラック・ケトル・バンドの野営は、川沿いに野営している多くのインディアン部族の野営のなかの1つに過ぎないことを理解したのである。カスターは救援隊の攻撃を恐れて、急いで部隊に防御体制をとり、また殺したシャイアン族インディアンの所持品や馬を収奪するよう命じた。運べないと判断された物品は破壊され、200頭の馬やポニーはシャイアン族の捕虜と一緒にまとめた。
カスターは襲撃前に、動きやすいよう部隊兵に厚地のオーバーコートを脱いでおけと命じていた。後方に置いた食料とコートのために、少数の見張りをつけたが、インディアン救援隊の数があまりに多かったので見張りは逃げてしまった。この見張りはインディアン救援隊に捕まってしまった。

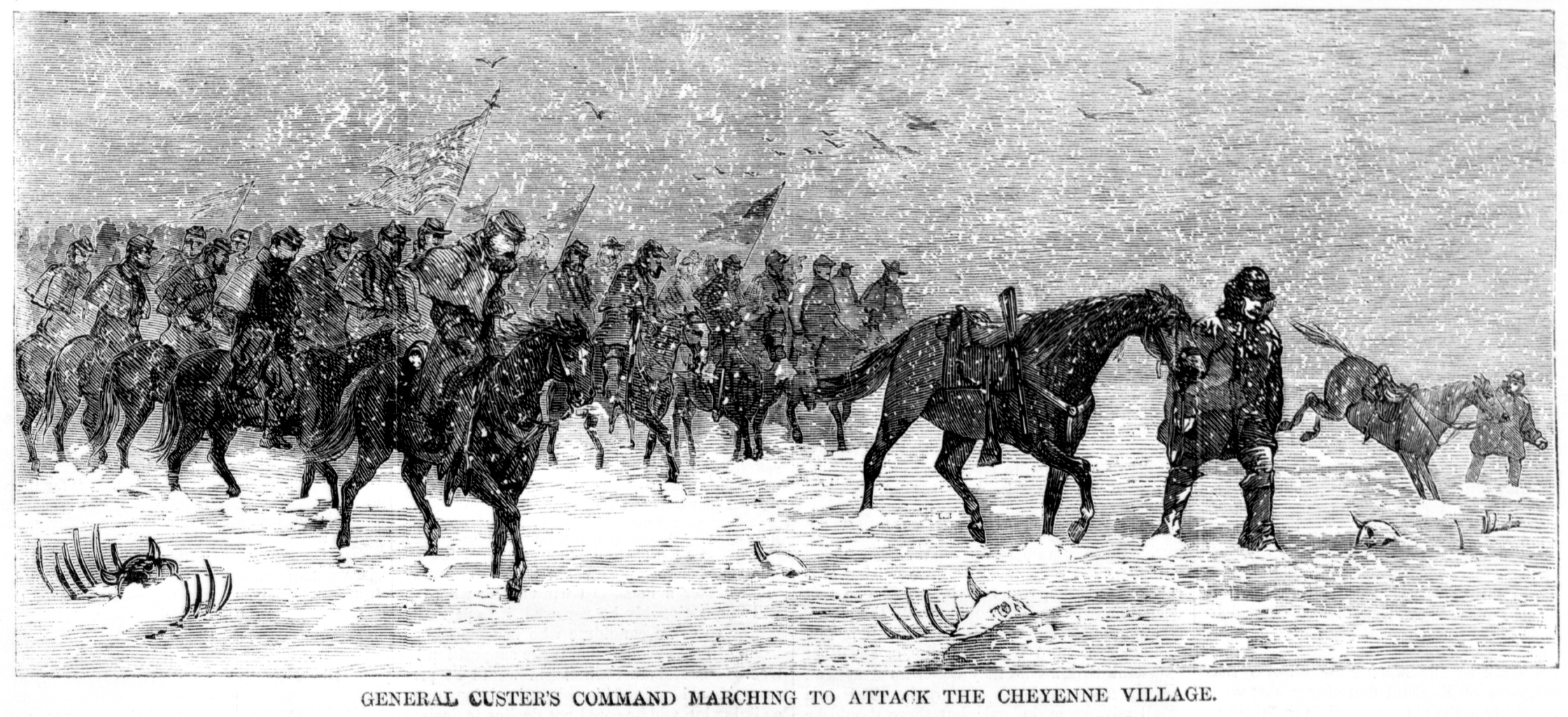
シャイアン族野営の襲撃に向かうカスター中佐の部隊

カスターはインディアン救援隊を恐れ、日暮れ時によそのインディアン野営地に向けて撤退を始めた。周囲で野営していたインディアン達は、カスター隊が近づいて来るのを見て、ブラック・ケトル・バンドの二の舞を避けて逃げた。こうしてカスター隊はうまく輜重隊まで撤退できた。かくしてウォシタ川の大虐殺は終わった。
カスターが11月28日にシェリダン将軍に宛てた最初の報告では、「戦闘後の実際の注意深い精査により、戦士103名の死体が見つかった」としている。「支給基地」にいたシェリダンはこの数字をオウム返しに、翌日W・A・ニコルズ名誉少将のもとに伝えた。実際の戦場で死体を数えることは行われなかった。カスターの挙げた数字は戦闘翌日の夜にその士官達に尋ねたことに基づいており、兵士達が「支給基地」に戻る行軍中に野営地を造った後のことだった。カスター隊にいた文民の推計値もかなり少ないものだったうえ、カスターはまた、無差別に殺した無抵抗の子供、幼児の数は一切報告しなかった。
アメリカ陸軍軍事史センターによる近年の集計に拠れば、ウォシタ川の虐殺で第7騎兵隊は21人の士官と兵士が戦死し、13名が負傷した。インディアンはおそらく50名が戦死しさらに多くが負傷したことになっている。戦死した兵士の内の20名はジョエル・エリオット少佐が率いた小さな分遣隊の一部であり、エリオット自身も戦死者に入っていた。エリオットは率いていた3個中隊と分かれており（明らかにカスターの承認無しで、「ここには名誉か死かしかない」と叫んだ）、ブラック・ケトル・バンドの避難民たちを追いかけていた。エリオットの部下達は、川の上流側の野営から救援にやってきたシャイアン族、カイオワ族およびアラパホー族戦士の混成隊の中に突入し、戦死していた。戦士達は1回の突撃でその小さな部隊を圧倒した。カスターがエリオットの安否を確かめもせずに突然撤退し騎兵を失ったことは、軍隊で同格の者達の中でカスターの評判を落とし、第7騎兵隊の中で癒えることのない深い不満を残した。しかしこの働きに関してはウィリアム・シャーマン将軍とシェリダン将軍からお褒めの言葉を賜っている。

## 虐殺を巡る白人側の議論
12月の初めから、この攻撃の正否は新聞紙上で議論され始め、12月9日の「レブンワース・イブニング・ブレティン」では、「インディアン平和委員会」のS・サンフォードとタッパン各将軍、およびテイラー大佐らが「先のインディアンに対する戦闘は、単に新しい指定保留地に移動途中だった友好的なインディアンの一団を襲っただけのものであるという意見で一致した」と報じた。
12月14日、「ニューヨーク・トリビューン」は、「シャイアン族とアラパホー族インディアンのための代理人ワインクープ大佐が辞表を表明した。彼はカスター中佐のこの戦闘を単なる虐殺と見なしており、ブラック・ケトルとそのバンドは友好的なインディアンであり、襲われたときは保留地に向かっているところだったと言っている。」というコメントを載せた。
斥候のジェイムズ・S・モリソンはインディアン代理人のワインクープ大佐に手紙を書き、「この攻撃で戦士達の2倍の数の子供が殺された」と告げた。コブ砦のインディアン交易業者ウィリアム・グリッフェンスタインは、「カスター中佐の第7騎兵隊がウォシタ川で友好的なインディアンを攻撃し、そのことでフィリップ・シェリダン将軍はグリッフェンスタインにインディアン準州から出て行けと命令し、戻ってきたら絞首刑にすると脅すことになったと告げた。「ニューヨーク・タイムズ」はカスターのことを「インディアンをポニーや犬並みに殺すことに加虐的な喜びを見出す」と表現し、無辜のインディアンも殺したことを仄めかす手記を出版した。

### ウォシタ川でのシャイアン族インディアンの被害者
カスターが報告したウォシタ川でのインディアンの被害者数は長く続く議論の対象となっている。11月28日にシェリダン将軍に報告した最初の戦闘記録では「戦闘後の実際の注意深い精査により」、戦士103名の死体が見つかったとしていた。「支給基地」にいたシェリダンはこの数字をオウム返しに、翌日W・A・ニコルズ名誉少将のもとに伝えた。実際の戦場で死体を数えることは行われなかった。エドワード・S・ゴッドフリー中尉に拠れば、戦死したインディアン戦士の数の推計は戦闘の翌日夜になってやっと行われており、兵士達が「支給基地」に戻る行軍中に野営地を造った後のことだった。「（戦闘後）2日目の夜」とゴッドフリーはインタビュアーのウォルター・M・キャンプに1917年に告げて、「カスターは士官達に野営の中で死んでいるのを見たインディアンについて尋問し、これらの報告から戦死したインディアンに関する公式報告が作られた。戦場で死んだインディアンは部隊兵によって数えられておらず、説明されているように後で推測された。」と言った。1928年に初めて出版された証言ではゴッドフリーが、「その夜の夕食後、士官達が集められ、それぞれが敵戦士の損失、場所などについて尋ねられた。重複を避けるために労力が使われた。総計は103名であるということになった。」と述べた。フレデリック・ベンティーン大尉は、W・L・ホロウェイの『平原での自然生活とインディアン戦争の恐怖』でのこの死者数のとりまとめに対する注釈で、「カスターは士官達を集めて、それぞれがどのくらいの数のインディアンの死体を見たか尋ねた。続いてそれぞれが見た数が加算された。『彼等は皆同じインディアンの死体を見ていた』」と述べた。
第7騎兵隊に付いていた混血の斥候であるジョン・ポイザルとジャック・フィッツパトリックは、シャイアン族捕虜と共にドッジ砦に到着したときにJ・S・モリソンとは異なるインディアンの被害者数を報告した。モリソンは12月14日にインディアン代理人エドワード・ワインクープ大佐に宛てた手紙で、「ジョン・スミス、ジョン・ポイゼル（ポイザル）およびジャック・フィッツパトリックが今日到着した。ジョン・スミスはウォシタの戦闘に居なかったが、ジョン・ポイゼルおよびジャックは居た。彼等は全て一致して戦闘の公式記録は過大に評価していると言っている。男は20名以上殺されていない。残り、約40人は女だ。」と書いた。シャイアン族捕虜自身が「支給基地」でシェリダン将軍に尋問され、シャイアン族13名、スー族2名およびアラパホー族1名がウォシタ川で殺されたと報告した。この数字をシェリダンがニコルズ名誉少将に報告した。ジャーナリストのデイブ・ランドルフ・カイムも通訳のリチャード・カーティスを介して女捕虜を尋問し、戦死した者の実名まで把握し、シャイアン族13名、スー族2名およびアラパホー族1名という同じ結果になった。後にシャイアン族の様々な情報源があり、その大半は互いに独立したものだったが、この女性捕虜が出した数字を確認することになった。軍隊の報告書はほとんど女性と子供の被害を検討していない。しかし、カスターはのちに、その報告書で「戦闘が最高潮になったとき、自軍の防衛のために、何人かの女性と幾人かの子供が殺され負傷したということがあった」と認めた。
カスターとシェリダンが12月に戦場を再訪した後、カスターは当初の103名の戦士の戦死という推計を引き上げ、コブ砦から「インディアンはかなりの負傷者以外に140名が戦死したことを認めた。我々が確保している捕虜達を含め、インディアンの損失全体は戦死、負傷および不明合わせて300名に近い。」と書き送った。歴史家のホイグはもしこれが真実ならば、野営にいた全員が事実上殺されたか捕まえられたことを意味すると指摘している。同じく歴史家のグリーンは「カスターの数字は誇張されており、その具体的情報源は不明のままである。」と述べている。ハードーフはカスターが修正した総計を疑った。「この新しい数字はコブ砦に囚われ絞首刑での死に直面している2人のカイオワ族酋長から得た情報に基づいている。」とハードーフは言い、「彼等が窮地にあることを考えると、絞首台を避けられるなら何でも言った可能性があることを示唆している。しかしこのような疑いはウォシタ川の捕虜の場合には肯われない。シャイアン族の女は自由に士官達と交わることが認められており、その多くを親密に知っていた。彼女たちは好い待遇を保証されており、死んだ同族についてその証言を曲げたという明白な理由は無い。」と言った。
グリーンはインディアンによる推計が最も信頼できるとし、「よく言われるように、最も信頼できる推計は犠牲者側から出てくるに違いない」と言ったが、「それでも一致はしない」とも言った。しかしアトリーは「インディアンの勘定である12人の戦士とその倍の女が殺されたというのは、カスターの数字が大き過ぎるのと同じくらい低過ぎると書いている。ホイグは「103名という数字が正確な戦場での勘定によっていないとしても、既に戦場跡の歴史標識に書かれている決定的な数字である。絶対的に正確な数字と分かる可能性が少ないのであれば、ウォシタ川でカスターが殺したインディアンの数として疑いなく認められたままになるだろう。歴史がそれを明らかにすべきだが、死者は会戦の場で戦い敗れた戦士全てでは絶対あり得ない」と書いている。
シャイアン族の証言の幾つかはウォシタ川で戦死した者の実名も入っていた。ジェローム・グリーンはウォシタ川に関する著作に「ウォシタ川で死んだ村人の記録」という付録を作成し、その中にこれら資料から名前を挙げた死者のリストがあって、男性40名、女性12名（そのうち11名は不詳）および子供6名（すべて不詳）が挙げられている。グリーンは、ある者は1つを超える名前を持っている可能性があり、重複してリスト化されている可能性を述べている。リチャード・G・ハードーフは同じ資料を使って「氏名の合成リスト」を作った。これは異なる資料における複数の名前（あるいは同じ名前の複数の訳）を一部調整しており、例えばインディア名ホワイトベアとトール・ホワイトマンをもつメキシコ人ピラン、あるいはバッドマンと呼ばれたビターマンまたはクランキーマンがいた。ハードーフは「死者の何人かはある資料では出生時の名前で、また有る資料ではあだ名で識別された。また、英語による個人の訳名が様々にあることが、これらの判別の混乱を増した」と書いている。
| ウォシタ川の虐殺でのインディアン被害者推計値 当時の史料による                                                                                         |                             |                                                |                            |                |             |
| 史料 | 推計日付                    | 男                                             | 女                         | 子供           | 合計        |
| 第7騎兵隊G・A・カスター中佐 | 1868年11月28日              | 103名                                          | いくらか                   | 僅少           | 103名+α     |
| 女性捕虜、通訳のリチャード・カーティスと「ニューヨーク・ヘラルド」記者デブ・ランドルフ・クライムを介して                                              | 1868年12月1日               | シャイアン族13名 スー族2名 アラパホー族1名     | 記録なし                   | 記録なし       | 16名        |
| ミズーリ方面軍指揮官フィリップ・シェリダン少将 | 1868年12月3日               | シャイアン族13名 スー族2名 アラパホー族1名     | 記録なし                   | 記録なし       | 16名        |
| カイオワ族のブラック・イーグル、通訳フィリップ・マカスカーを介して                                                                                    | 1868年12月3日               | シャイアン族11名 スー族3名                     | 多く                       | 多く           | 14名+α      |
| 第10騎兵隊ヘンリー・E・アルボード大尉 | 1868年12月12日 1874年4月4日 | シャイアン族80名 スー族1名 カイオワ族1名       | 記録なし                   | 記録なし       | 81名 [82名] |
| 第7騎兵隊に付いていた混血の斥候であるジョン・ポイザルとジャック・フィッツパトリック、J・S・モリソン経由                                               | 1868年12月14日              | 20名                                           | 女性子供40名、             | 女性子供40名、 | 60名        |
| 第7騎兵隊G・A・カスター中佐 | 1868年12月22日              | 140名                                          | いくらか                   | 僅少           | 140名+α     |
| 特定できないシャイアン族、第10騎兵隊ベンジャミン・H・グリアソン経由                                                                                   | 1869年4月6日                | 18名                                           | 記録なし                   | 記録なし       | 18名        |
| レッドムーン、ミニミック、グレイアイズ、リトルリーブ、特別インディアン・コミッショナービンセント・コリアー経由                                        | 1869年4月9日                | 13名                                           | 16名                       | 9名            | 38名        |
| 第7騎兵隊に付けられた斥候隊長ベンジャミン・H・クラーク                                                                                                | 1899年                      | 75名                                           | 女性子供75名               | 女性子供75名   | 150名       |
| 第7騎兵隊兵卒デニス・リンチ | 1909年                      | 106名                                          | いくらか                   | 記録なし       | 106名+α     |
| メド・エルク・パイプ、ジョージ・ベントとジョージ・ハイドを経由                                                                                        | 1913年                      | 11名                                           | 12名                       | 6名            | 29名        |
| クロウ・ネック、ジョージ・ベントとジョージ・バード・グリネルを経由                                                                                    | 1914年                      | シャイアン族11名 アラパホー族2名 メキシコ人1名 | シャイアン族10名 スー族2名 | 5名            | 31名        |
| パッカーとシーウルフ、ジョージ・ベント経由 | 1916年                      | シャイアン族10名 アラパホー族2名 メキシコ人1名 | 記録なし                   | 記録なし       | 13名        |
| マグピーとリトルビーバー、チャールズ・ブリル経由 | 1930年                      | 15名                                           | 記録なし                   | 記録なし       | 15名        |
| Source: Appendix G table, "Aggregate Totals", Hardorff 2006, p. 403. 上の表は発生順に置き換えた。各推計に資料を挙げた。資料の種類は下記の色で分けた。 |                             |                                                |                            |                |             |
| \| Key: \| 軍隊の推計 \| 第7騎兵隊に付けられた文民斥候の推計 \| インディアンの推計 \|                                                                 |                             |                                                |                            |                |             |
| Key: | 軍隊の推計                  | 第7騎兵隊に付けられた文民斥候の推計            | インディアンの推計         |                |             |

### 「戦闘」か「虐殺」か

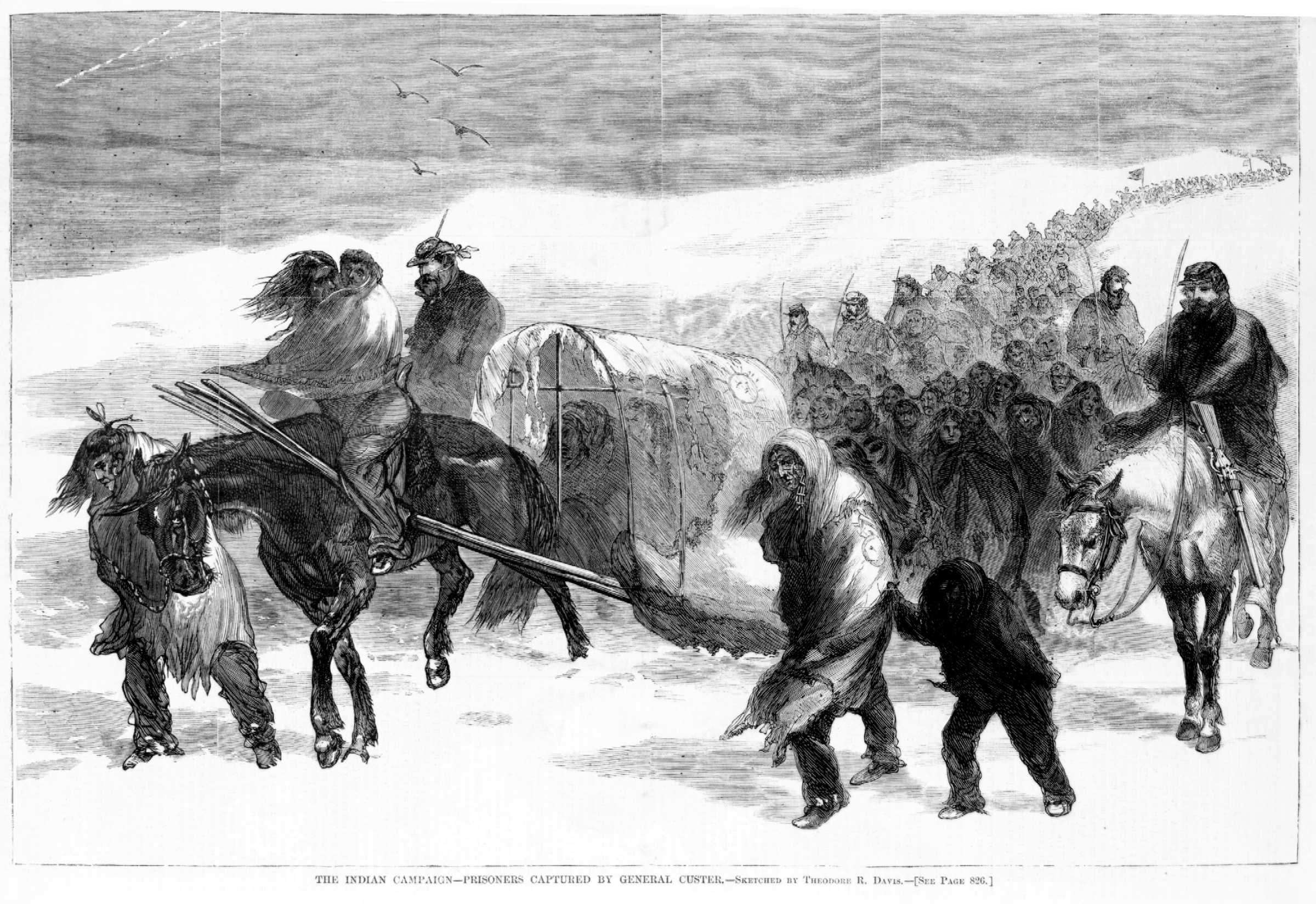
カスター中佐に捕まえられたインディアン捕虜

カスターは頑としてウォシタ川を虐殺とは考えなかった。「ある女性は武器を取ったのでその後に殺された」とも言っている。カスターは女性と子供の捕虜を連れてウォシタ川を離れた。彼は野営にいた全てのインディアンを単純に殺したのではなく、激しい戦闘のなかで女性を何人か殺さざるを得なかったと言っている。そしてカスターは当初の報告書では、女子供の死者数は一切報告していないのである。
歴史家のジェローム・グリーンは2004年の著書の中で国立公園局の項目のために、「兵士たちは明らかに、女性と子供たちを保護するための処置をとった。」と結んでいる。
歴史家のポール・ハットンは、「ウォシタ川の戦闘は確かに一方的なものだったが、虐殺ではなかった。ブラック・ケトルたちのシャイアン族バンドは戦争状態ではないという考えのもとに暮らす武装していない無害の者達だった。ブラック・ケトルの戦士達数人は最近米軍と戦ったばかりであり、その酋長はシェリダン将軍に降伏するまで和平状態ではないとヘイズンから知らされていた。アメリカ軍はあらゆる者を殺すよう命令されてはおらず、カスター自らは非戦闘員の殺戮を止め、53名の者が捕虜に取られたと述べている。
歴史家のジョセフ・B・ソバーンはブラック・ケトルの野営破壊があまりに一方的だったので、戦闘とは呼べないと考えている。白人入植地を襲ったインディアンの優秀な部隊にはブラック・ケトル・バンド以外の者が居なかったとしても、その結果に見られるようにこの出来事は疑いもなく「虐殺」であると結論した。
さらに注目すべきは、武装しおそらくは敵対意識のある野営地にむけたカスターの直接正面攻撃において、野営の中での戦闘中に第7騎兵隊で戦死した者は大隊長のルイス・ハミルトン大尉ただ1人だったという事実である。戦死者の他の者達はジョエル・エリオット少佐の分遣隊に属した者達であり、野営での戦闘からは1マイル (1.6 km) 以上離れた場所で他のインディアンの救援隊によって殺された。A中隊とD中隊は総勢120名の士卒であり、襲撃で4名が負傷しただけだった。C中隊とK中隊も総勢120名の士卒であり、損失は全くなかった。

## 虐殺のあと
白人側でどのような議論があろうと、シャイアン族にとってはカスターのこの所業は隠れもない「大虐殺」だった。なにより、合衆国はこの虐殺の後、「酋長と盟約してもインディアンは言うことを聞かない」という、白人側の勝手な思い込みによって、インディアン部族と和平会談を持とうとしなくなった。以後合衆国は、彼らの侵略に対してインディアンたちが武器を取って立ち向かおうものなら、問答無用で最新鋭の重火器でこれに攻撃を加え、部族そのものを保留地におしこめるという民族浄化をさらに激化させていったのである。
一方、シャイアン族は「サンドクリークの虐殺」と併せたこの虐殺を決して忘れなかった。8年後、彼らは宿敵カスターを「リトルビッグホーンの戦い」で打ち破ったが、この際、死んだカスターの耳に「和平の調停がよく聞こえるように」と錐で穴を開けたと現在もシャイアン族は伝えているのである。

## 映像作品に登場したウォシタ川の虐殺
- 『小さな巨人』（1970年、アメリカ[82]）

トマス・バーガーによる1964年の小説を元にしたハリウッド西部劇映画。アーサー・ペン監督はウォシタ川でのブラック・ケトル野営への第7騎兵隊の攻撃を、ベトナム戦争中にアメリカ軍がベトナム人集落に対して行った「ソンミ村虐殺事件」に似た虐殺として描いた。
- 『ドクタークイン 大西部の女医物語[85]』

アメリカのテレビシリーズ。1995年4月29日に「ウォシタ川」と題する2回連続特番を流した。この番組ではウォシタ川の虐殺現場はコロラド州になっており、ブラック・ケトルの和平派のバンドと、白人の農園や鉄道乗組員を襲う交戦派のドッグ・ソルジャーの違いについて描き、カスターがコロラドの白人入植者をことさら誤った方向に導いたように描いている。架空の人物である主人公のミケーラ・"マイク"・クイン博士は、カスターと口論し、迫り来る虐殺についてブラック・ケトルに警告している。
- 『ラスト サムライ』（2003年、アメリカ[86]）

ハリウッド西部劇映画。トム・クルーズが第7騎兵隊の古参兵ネイサン・オールグレン大尉を演じ、ウォシタ川の虐殺に参加したことで、悪夢に悩まされるようになる。
- 『西部へ』（2005年）

アメリカのテレビ・ミニシリーズ。第4話でカスター（演：ジョナサン・スカーフ）が、野営から逃亡するブラック・ケトル（演：ウェス・スチューデイ）の殺害を図るシーンがあった。